# 尚贝拉
尚贝拉（法語：Chambérat，法語發音：[ʃɑ̃beʁa]）是法国阿列省的一个市镇，位于该省西部，属于蒙吕松区。

## 地理
尚贝拉（46°25'8"N, 2°24'47"E）面积28.37 平方千米，位于法国奥弗涅-罗讷-阿尔卑斯大区阿列省，该省份为法国中部省份，北起涅夫勒省、西北接谢尔省，西南至克勒兹省，南至多姆山省，东南临卢瓦尔省，东临索恩-卢瓦尔省。
与尚贝拉接壤的市镇（或旧市镇、城区）包括：阿尔希尼亚、拉沙普洛德、库尔赛、于列勒、梅斯普莱、圣索维耶、维普莱。

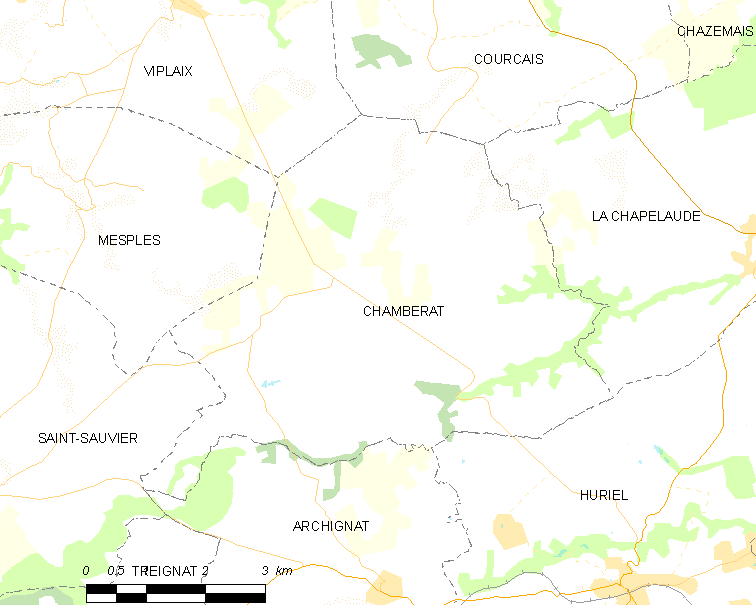
尚贝拉的OSM定位图

尚贝拉的时区为UTC+01:00、UTC+02:00（夏令时）。

## 行政
尚贝拉的邮政编码为03370，INSEE市镇编码为03051。

## 政治
尚贝拉所属的省级选区为于列勒县。

## 人口

1962-2008年间尚贝拉人口变化图示

尚贝拉于2022年1月1日时的人口数量为279人。